# Amphimallon circassicum
Amphimallon circassicum är en skalbaggsart som beskrevs av Brenske 1894. Amphimallon circassicum ingår i släktet Amphimallon och familjen Melolonthidae. Inga underarter finns listade i Catalogue of Life.